# Imperijal erődje
Imperijal erődje (horvátul: Tvrđava Imperijal), erődítmény Horvátországban, a Dubrovnik melletti Bosanka falu határában. Feladata Dubrovnik északi bejáratának védelme volt.

## Fekvése
A Dubrovnik városa feletti 415 méter magas Srđ-hegyen áll. A Srđ-hegy erődrendszerének fő erődje, melyhez még Strinčjera, Gradci és Žarkovica erődjei tartoznak.

## Története
Az erőd építése közvetlenül kapcsolódik a dubrovniki francia uralom idejéhez, amely 1806-tól 1814-ig tartott. 1806-ban a franciák csalárd módon elfoglalták a Raguzai Köztársaságot. A megszállás időtartama 2 év volt, mert 1808-ban a köztársaságot hivatalosan is megszüntették. Pozícióik biztosítása érdekében, amint 1806 júniusában megérkeztek, erődöt kezdtek építeni a Srđ hegyre. Nem volt idejük egy erősebb erőd gyors felépítéséhez, de további erődöket is elkezdenek építeni innen keletre és északra, valamint az oszmán határ felé Žarkovicához, a régi Szent Srđ templom helyére, mivel arra számítottak, hogy az oroszok és a montenegróiak ebből az irányból indíthatnak támadást. A várat jelenlegi formájában csak 1810-től kezdték el intenzíven, kőből építeni. Az építkezést Auguste Marmont tábornok vezette. Mivel Napóleon császár volt, megosztotta a birodalom bizonyos területeit alattvalói között. Az erőd építésében Dubrovnik tágabb körzetének lakói és Korčula kőművesei is részt vettek, mert kő onnan származik.
Az erődítmény valójában a francia hadsereg fő támaszpontja volt Dubrovnik körzetében, de külső megjelenése az idő múlásával változott. A francia vereség és Napóleon bukása, valamint az 1815-ös bécsi kongresszus után Dubrovnik és Dalmácia, valamint Horvátország egésze osztrák uralom alá kerültek. Az osztrák hadsereg vette át az erődöt és helyőrséget telepített bele. Az osztrákok több alkalommal bővítették és korszerűsítették az erődöt úgy, hogy kinézete teljesen megváltozott. Bővítették és bástyákkal erősítették meg. 1882-ig látott el katonai funkciókat. Bosznia-Hercegovina osztrák-magyar megszállása után az erődítmény elvesztette határvár jellegét.
Az erődöt építésétől 1991-ig, a horvátországi háborúig, azaz Dubrovnik ostromáig nem támadták meg. Ekkor a benne elhelyezett dubrovniki védők sikeresen ellenálltak a JNA és a szerb önkéntesek támadásainak, akik Kelet-Hercegovina és Montenegró minden részéről támadták. Az erődöt és védőit 1991. december 6-án érte a felépítése óta a legsúlyosabb támadás, melynek során súlyos károkat szenvedett.

## Az erőd mai állapota
Ma az erődben múzeum található, amely Dubrovniknak a honvédő háború ideje alatt történő védelmét mutatja be. Egy részében vendéglátóipari és szállodai egységek építését tervezik. Dubrovnikkal egy felújított felvonó köti össze, amelyet a háború alatt teljesen megsemmisítettek. Az erődön egy televíziós adótorony is elhelyezésre került.

## Fordítás
Ez a szócikk részben vagy egészben  az   Imperijal (tvrđava) című horvát Wikipédia-szócikk ezen változatának fordításán alapul.  Az eredeti cikk szerkesztőit annak laptörténete sorolja fel. Ez a jelzés csupán a megfogalmazás eredetét és a szerzői jogokat jelzi, nem szolgál a cikkben szereplő információk forrásmegjelöléseként.